# Institut Mines-Télécom Business School
 (décembre 2022).
Pour les articles homonymes, voir IMT.
Institut Mines-Télécom Business School ('IMT-BS) est une grande école de commerce et de management française localisée à Évry-Courcouronnes en Essonne. Elle est l'école de management de l'Institut Mines-Télécom, membre de lAssociation to Advance Collegiate Schools of Business (AACSB) , de la CGE (CGE) et de la FNEGE. Ses programmes sont accrédités AACSB et AMBA pour le programme grande école. 
L'école partage son campus avec l'école d'ingénieurs Télécom SudParis, membre de l'Institut Polytechnique de Paris, en donnant ainsi lieu à des formes pédagogiques transversales.
En 2020, l'école compte plus de 1 500 étudiants et plus de 70 enseignants-chercheurs permanents. L'école a notamment eu pour directeur Denis Guibard, de 2014 à 2023, et a Herbert Castéran pour directeur général depuis novembre 2023.

## Histoire
En 1979, l'Institut national des télécommunications (INT) est créé. Il rassemble une école d'ingénieurs formée à partir de l'Institut national des cadres techniques (INCT) et une école de gestion formée à partir de l'Institut national des cadres administratifs (INCA). La même année, la nouvelle école d'ingénieurs obtient sa première habilitation par l'État à délivrer le diplôme d'ingénieur.
En 1982, une réorganisation de l’INT crée une école d’ingénieurs (Télécom INT) ainsi qu'une école de gestion (INT Management). En 1996, le Groupe des écoles des télécommunications (GET) est créé, qui regroupe l'INT et les écoles nationales supérieures des télécommunications (de Bretagne et Paris). En 2009, le GET se renomme en Institut Télécom, et se dote d'une nouvelle politique de marques, qui fait disparaître l'appellation d'Institut national des télécommunications (INT).
En 2012, avec le décret créant l'Institut Mines-Télécom, les deux écoles du campus d'Evry acquièrent leur autonomie, à travers des Conseils d'écoles propres et des budgets distincts au sein de celui de l'Institut Mines-Télécom, notamment. La structure administrative commune cesse alors d'exister car elle ne figure pas dans l'article 19 du décret. 
En 2018, Télécom École de management est ainsi renommée Institut Mines-Télécom Business School (IMT-BS).

## Enseignement

### Formation initiale
Le Programme Grande École (PGE) confère le grade de Master. Cette formation est accessible aux étudiant(e)s bac +2 (entrée en première année, niveau L3) ou bac +3/4 pour une admission en première année du cycle master. Le cursus comprend au minimum un semestre académique à l'étranger et 9 mois de stage en entreprise. Il existe plusieurs parcours spéciaux :
- 13 double diplômes Manager-Ingénieur avec Télécom SudParis - Institut Polytechnique de Paris, l'IMT Nord Europe, l'IMT Mines d'Albi et l'IMT Mines Alès,
- Un parcours en apprentissage,
- Un parcours entièrement dispensé en Anglais à partir du niveau master.

Les deux premières années du programme délivrent un enseignement en économie, gestion et management, avec un apport complémentaire dans les technologies de l'information et de la communication (TIC). Les étudiants se spécialisent en troisième année en choisissant une majeure parmi 13 majeures
Le programme Bachelor in Management and IT est une formation généraliste accessible aux bacheliers et délivrant un diplôme bac +3. Le cursus propose un séjour académique de minimum 6 mois dans une université étrangère partenaire de l'école et minimum 9 mois de stages en entreprise.
Plusieurs mastères spécialisés sont aussi dispensés ainsi que des Masters of Science et des Executive Master. Il est aussi possible de poursuivre un doctorat en sciences de gestion, délivré en partenariat avec l'Université Paris Saclay. Institut Mines-Télécom Business School dispose des accréditations AMBA et AACSB.

### Formation continue
Les programmes de formation continue s'adressent aux professionnels justifiant d'une expérience d'au moins 3 ans et leur permet d'obtenir l'équivalent d'un master en management. Avec deux certificats d'enseignement spécialisé accrédités par la Conférence des grandes écoles, certains mastères spécialisés de l'école leur sont ouverts. Ils bénéficient de places réservées au titre de la validation des acquis de l'expérience (VAE).

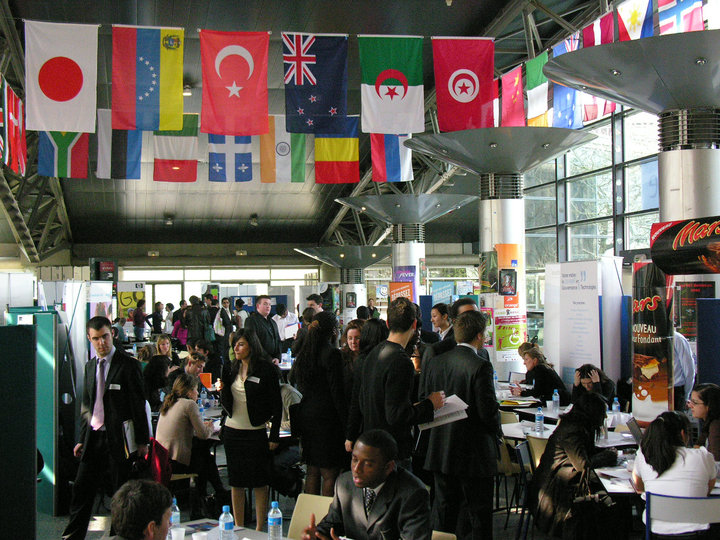
Forum de recrutement dans le forum de IMT-BS

## Recherche
La faculté d’IMT Business School réunit plus de 70 enseignants-chercheurs permanents à laquelle s'ajoutent plus d'une centaine d'intervenants professionnels, entrepreneurs et académiques.
Les recherches se structurent principalement autour de 3 chaires de recherche (entre autres avec Sciences Po Paris, Télécom Paris ou l'ESAD de Reims), 5 équipes de recherche, d'une EA en collaboration avec l'UEVE /Université Paris Saclay. Elles articulent sciences de gestion, science du management, sciences de l'ingénieurs et sciences sociales, notamment dans le cadre de collaborations régulières avec l'EHESS.

## Partenariats internationaux
IMT Business School  compte plus de 120 universités partenaires dans plus de 50 pays[réf. nécessaire]. IMT Business School compte 8 accords de doubles diplômes internationaux pour son programme Grande école et ses Masters of Science. IMT-BS a également un campus délocalisé à Virginia Tech (États-Unis)
70 nationalités étudient et travaillent sur le campus. Dix langues y sont enseignées : Allemand, Anglais, Arabe, Espagnol, Chinois (Mandarin), Coréen, Italien, Japonais, Russe, et le Français en tant que langue étrangère. L'atelier d'intercompréhension de l'école a reçu en 2008 le label européen de l'initiative innovante pour l'apprentissage des langues décerné par la Commission Européenne.

## Activités culturelles et associatives

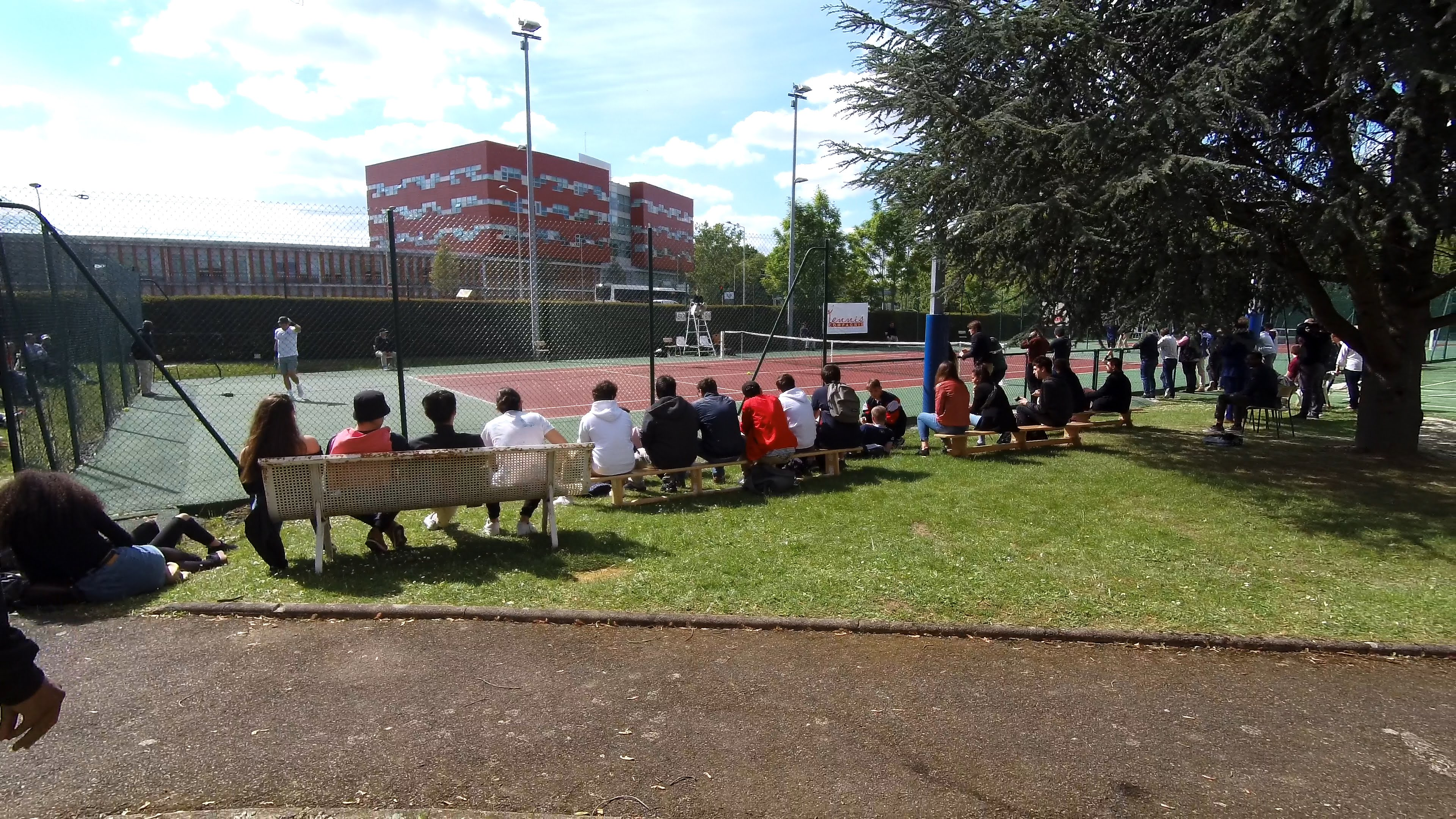
Équipement sportif chez IMT-BS

IMT Business School compte 60 clubs et associations.